# Monte Porzio Catone
Monte Porzio Catone är en ort och kommun i storstadsregionen Rom, innan 2015 provinsen Rom, i regionen Lazio i Italien. Kommunen hade 8 758 invånare (2018). och gränsar till kommunerna Frascati, Grottaferrata, Monte Compatri, Rom och Rocca Priora.
Monte Porzio Catone är en av de sexton städerna i Castelli Romani.